# Jeanne Dortzal
Jeanne Dortzal ( 1878 - 1943 ) es una actriz y poeta francesa. 

## Biografía
Jeanne Françoise Thomasset nació en Nemours (hoy Ghazaouet, wilaya de Tlemcen en Argelia ), el 24 de enero de 1878. Entre sus recuerdos de la infancia, el paseo de Létang a Orán  es llevado aa Francia por Pierre Guédy ( Paul Léautaud : diario literario lunes 6 de diciembre de 1948) ( con quien tuvo un hijo llamado Pierre), su carrera como actriz comenzó en Vaudeville. Este grabado la muestra como actriz.
Jules Massenet puso algunos música a algunos de los poemas de la autora La exquisita poeta Jeanne Dortzal también es amiga de estos profundos e inquietantes felinos de ojos verdes; ellos son los compañeros de sus horas de trabajo!. En Les versets du soleil -1921- canta sobre Argelia, sus paisajes desérticos y sus ciudades, sus oasis y sus flores, el esplendor y la soledad de sus cielos, la dureza o la voluptuosa dulzura de sus modales. A partir de 1930 su fama se detuvo y se dedicó a la escritura poética. El Mercure de France del 15 de enero de 1935 evoca una vida de dolor. Ella murió en 1943, destrozada por la muerte de su hijo Pierre. (Placa conmemorativa a Oran ) Ella es la abuela de la actriz Antoinette Guédy (1927-2013). 
Pierre Guédy convirtió a Jeanne en la heroína de L'Heure bleue (col. "La manera maravillosa", Por Lamm Nilsson Editions, 1898) 158 páginas, fotos naturales y coloreadas dentro y fuera del texto, b / ns. Estas fotos serían las de Jeanne Dortzal   : ya la figuraron como la heroína de una novela "L'heure bleue" de M. Pierre Guerdy, que se ilustra con fotografías de Mme Jeanne en posturas variadas   : aparece como la heroína de una novela de Pierre Guédy, La hora azul que se ilustra con fotos de la Mme Jeanne en varias posturas. El artículo también relata su debut en Vaudeville, su primer premio en el concurso de belleza Gil Blas ; su nacimiento, el hecho de que un jeque quería casarse con él, la oposición de sus padres, un duelo entre el jeque y el padre de un oficial de la Armada francesa . Adjunto al jeque, Jeanne Dortzal quería asistir al duelo, pero su padre se opuso. Con su madre, dejaron la casa conyugal para París . Su padre murió de pena. Estudió en el Conservatorio, sin duda de arte dramático, y también en el Odéon.

## Obras
- 1901, Gusanos en la arena Nilson
- 1904, Hacia el infinito A. Lemerre
- 1908, El jardín de los dioses E. Sansot; con un grabado de Dezarrois después de "La Méditation" de Dagnan-Bouveret y un fotograbado.
- 1908, Sténio, obra en 1 acto en verso E. Sansot
- 1909, Snowdrops y los siete gnomos, cuento en verso en 4 días adaptado de Grimm E. Sansot
  - 1909, Jeanne Dortzal; Jacob Grimm; Jules Massenet; Sylvie; Max Campanilla de nieve y los siete Gnomos después Grimm Teatro Femina.
- 1910, Una buena lección, comedia infantil en un acto en verso Le Figaro de la Jeunesse.
- 1911, En los tejados azules de la noche París en la Belle Édition, Ilustrador: Pascal Adolphe Jean Dagnan-Bouveret; préfacier: Maurice Magre
- 1912, Las campanas de Port-Royal, apropiadamente en un acto en el verso P.-V. Stock.
  - 1912, Con motivo del 272.º del nacimiento de Racine: Las campanas de Port-Royal, apropiadamente en 1 acto Representación: Comédie-Française; Les Cloches de Port-Royal, poema de M .Jeanne Dortzal, con música del Sr. Marcel Élève.
- 1921, Versets du soleil Librería de letras.
- 1927, La arena cruzada impr. Michels fils, 6, 8 y 10, rue d'Alexandrie; a editores asociados.
- 1929, El reino de arena Fayard.
- 1934, El Credo en la montaña impr. Villano y bar; con el autor, 140 bis, rue de Tocqueville. 
  - Escapar de Perce -Snow